# Elacomia collaris
Elacomia collaris là một loài bọ cánh cứng trong họ Cerambycidae.